# ポッジョ・ブラッチョリーニ

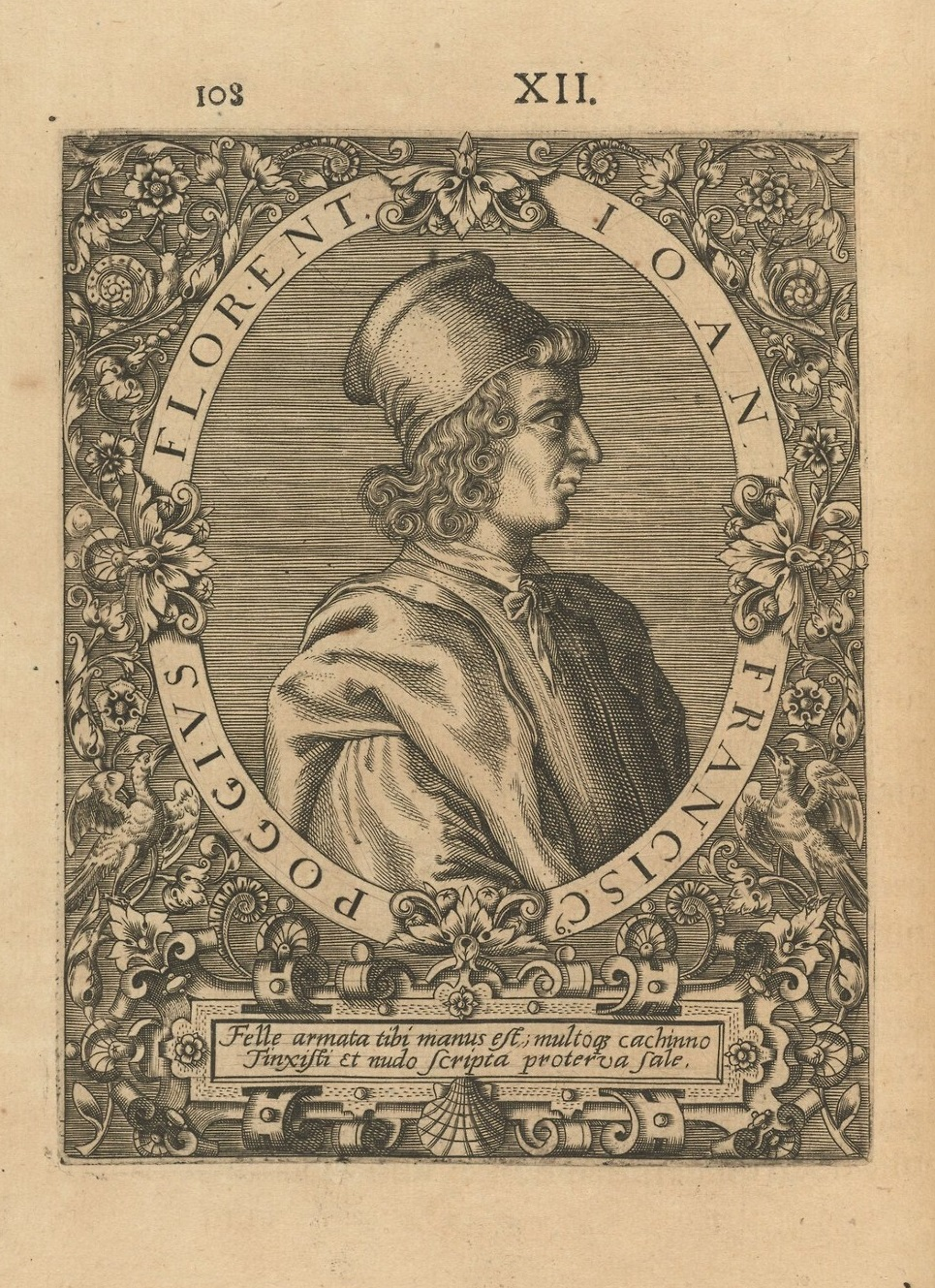
Poggio Bracciolini

ポッジョ・ブラッチョリーニ（Gian Francesco Poggio Bracciolini、1380年2月11日 - 1459年10月30日）は、ルネサンス期イタリアの人文主義者。ルクレティウスをはじめ、古代のラテン語文献を見出したことで知られる。

## 出生と教育

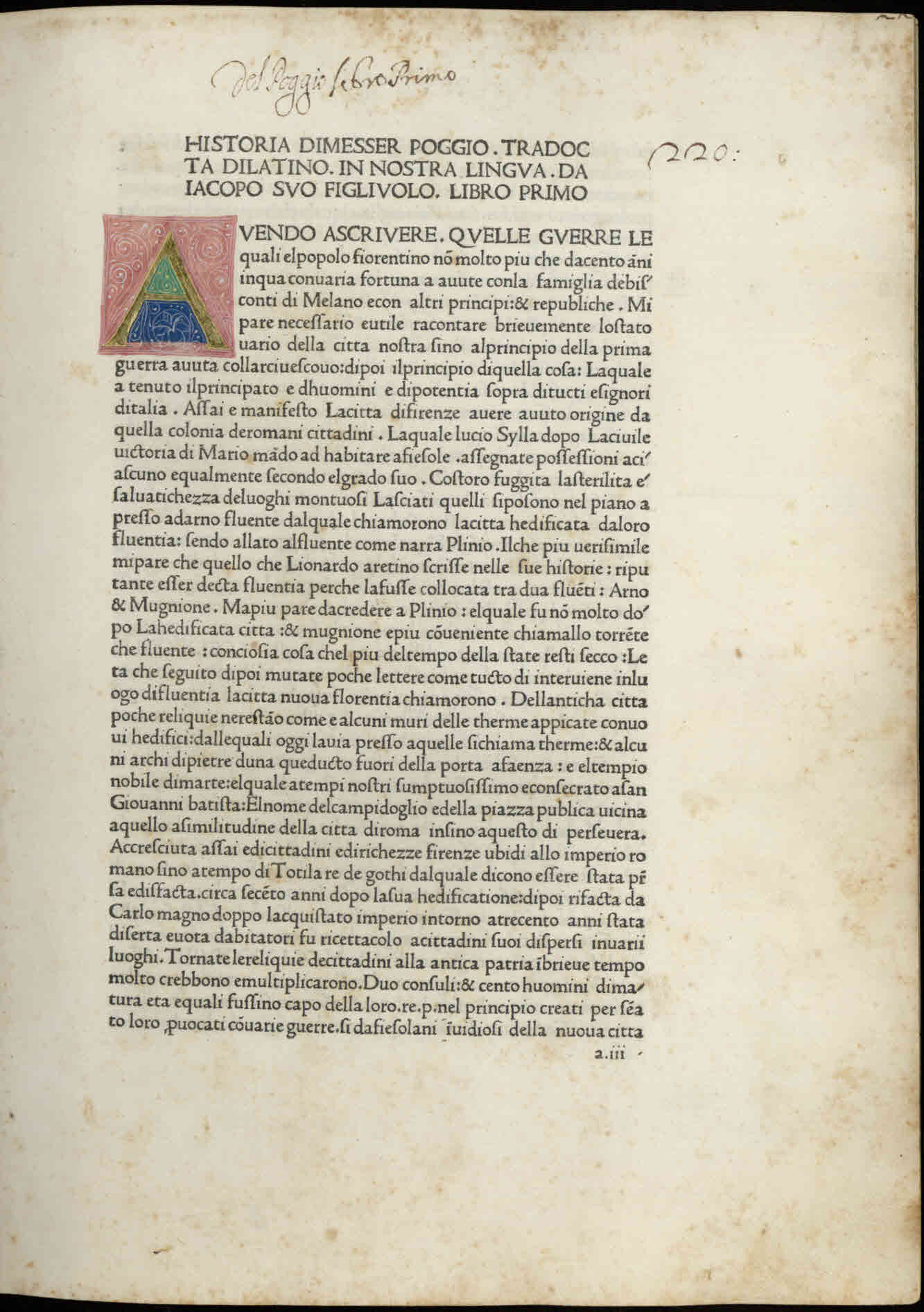
Historia Florentina, 1478

ポッジョ・ブラッチョリーニはトスカーナ地方のアレッツォ近郊のテッラヌオーヴァ村（1862年以来、彼の名を称えてテッラヌオーヴァ・ブラッチョリーニ Terranuova Braccioliniと改名）で生まれた。早くから才能をあらわし、研究を進めるため、父とフィレンツェ（フィレンツェ共和国）に行った。彼はラヴェンナのGiovanni Malpaghino（ペトラルカの友人、弟子）のもとでラテン語を学んだ。写本の筆耕に抜群の能力と器用さを示し、フィレンツェの主要な学者たちから注目され、コルッチョ・サルターティやニッコロ・ニッコリと交遊した。公証人法を学び、21歳でフィレンツェの公証人ギルド（Arte dei giudici e notai）に加わった。

## 経歴
1403年10月、サルターティとレオナルド・ブルーニ（「レオナルド・アレティーノ」）からの強い推薦で、彼は秘書として枢機卿、バーリ司教のLandolfo Maramaldoに仕え、数ヵ月後にボニファティウス9世のローマ教皇庁尚書院 (en) に招かれた。当時は教会大分裂の時期であった。
1404年以降、ポッジョはボニファティウス9世、インノケンティウス7世、グレゴリウス12世、ピサ選出教皇のヨハネス23世、マルティヌス5世、エウゲニウス4世、ニコラウス5世に仕えた。この間、教会大分裂を終息させたコンスタンツ公会議に随行した。

## 文献の探索
ポッジョは各地の修道院を訪ね、古代のラテン語文献を探索した。その中でも1417年にドイツ（神聖ローマ帝国）でルクレティウスの『物の本質について』を見出したことが知られている。ポッジョはフィレンツェに人脈を持っており、これらの古典は写本で伝えられ、ルネサンス期の思想に大きな影響を与えた。